# Fatou Danielle Diagne
 (juillet 2025).
Motif : absence de véritables sources secondaires centrées sur la personne, indépendantes et pérennes.
- Archive Wikiwix
- Bing
- Cairn
- DuckDuckGo
- E. Universalis
- Gallica
- Google
- G. Books
- G. News
- G. Scholar
- Persée
- Qwant
- (zh) Baidu
- (ru) Yandex
- (wd) trouver des œuvres sur Wikidata

| 1. | Préciser le motif de la pose du bandeau. | Précisez le motif de la pose du bandeau en utilisant la syntaxe suivante : {{admissibilité à vérifier\|date=août 2025\|motif=remplacez ce texte par le motif}}                             |
| 2. | Informer les utilisateurs concernés.     | Pensez à avertir le créateur de l'article, par exemple, en insérant le code ci-dessous sur sa page de discussion : {{subst:avertissement admissibilité à vérifier\|Fatou Danielle Diagne}} |

Fatou Danielle Diagne, morte en 2020[Quand ?], est une diplomate sénégalaise experte en développement et ambassadrice du Sénégal aux États-Unis (2010-2012) puis en Malaisie de 2018 à sa mort.